# John Rimmer
John Thomas „Jack” Rimmer (ur. 27 kwietnia 1878 w Birkdale, zm. 6 czerwca 1962 w Liverpoolu) – brytyjski lekkoatleta, dwukrotny mistrz olimpijski.

## Kariera
Na igrzyskach olimpijskich w 1900 w Paryżu rozgrywano dwa biegi z przeszkodami. Rimmer nie startował na krótszym dystansie 2500 m i w biegu na 4000 m z przeszkodami był świeższy od wielu konkurentów. Zwyciężył w tej konkurencji przed swymi rodakami Charlesem Bennettem i Sidneyem Robinsonem.
Rimmer zdobył drugi złoty medal olimpijski w drużynowym biegu na 5000 metrów startując w drużynie mieszanej, w skład której wchodzili oprócz niego Brytyjczycy Charles Bennett, Sidney Robinson, Alfred Tysoe i Australijczyk Stanley Rowley. Indywidualnie Rimmer był w tym biegu drugi za Bennettem. Wystąpił również w biegu na 1500 metrów, w którym został sklasyfikowany między 7. a 9. miejscem.
Był mistrzem Amateur Athletic Association w biegu na 4 mile w 1901 oraz wicemistrzem na 10 mil w 1899, 1900 i 1901.
Rimmer był policjantem w Liverpool City Police przez 30 lat od 1901. Zakończył służbę jako sierżant.

## Rekordy życiowe
źródło:
- 880 y – 1:58,2 s. (1902)
- 1500 m – 4:11,2 s. (1899)
- 1 mila – 4:28,2 s. (1900)
- 2 mile – 9:22,6 s. (1902)
- 3 mile – 14:58,2 s. (1900)
- 4 mile – 20:11,0 s. (1900)
- 6 mil – 31:26,2 s. (1900)
- 10 mil – 53:17,0 s. (1900)